# Stadniki (województwo podlaskie)
Stadniki – wieś w Polsce położona w województwie podlaskim, w powiecie siemiatyckim, w gminie Grodzisk.
| SIMC    | Nazwa    | Rodzaj    |
| ------- | -------- | --------- |
| 1012235 | Grzybowo | część wsi |
| 1012287 | Zarzecze | część wsi |

W latach 1975–1998 miejscowość położona była w województwie białostockim.
Wierni kościoła rzymskokatolickiego należą do parafii Narodzenia Najświętszej Maryi Panny w Ostrożanach.